# ラヤー・ガールブゾヴァ
ラヤー・ガールブゾヴァ（ロシア語: Рая Гарбузова /Raya Garbousova, 1909年9月25日  トビリシ – 1997年1月28日 , イリノイ州ディカーブ）は、アメリカ合衆国の女性チェリスト・音楽教師。

## 略歴
グルジアに生まれる。1923年にモスクワで公式デビューを果たした後、1925年にソビエト連邦を出国し、ヨーロッパを生活と演奏の拠点とする。1935年に初めてニューヨークシティで演奏会を開く。1939年にアメリカ合衆国に移住。1948年に心臓病学者のカート・ビスと結婚してイリノイ州ディカーブ（DeKalb）に定住。
ガルブゾヴァは、演奏家としての経歴を通して、世界の主要なオーケストラや指揮者の数々と共演してきた。ガルブゾヴァを知る人の多くにとってその名前は、とりわけサミュエル・バーバーのチェロ作品に結び付けられている。バーバーはガルブゾヴァのために《チェロ協奏曲》を作曲しており、ガルブゾヴァはセルゲイ・クーセヴィツキーの指揮とボストン交響楽団との共演で、1946年にその世界初演を行なった。バーバーの《チェロ・ソナタ》のガルブゾヴァによる録音も、同じようなつながりで有名である。
1991年に引退するまで、1973年より北イリノイ大学で後進の指導に当たった。他にもコネチカット州ハートフォードのハート音楽大学でも教鞭を執っており、さらに主要な音楽学校で数多くのマスタークラスを主宰した。
息子ポール・ビスはヴィオラ奏者となり、ヴァイオリニストのミリアム・フリードと結婚した。孫のジョナサン・ビスはピアニストである。